# غالي (اسم)
غالي هو اسم علم مذكر من أصل عربي، ومعناه هو الثمن المبالغ فيه.

## شخصيات تحمل الاسم
- غالي شكري (12 مارس 1935 – 10 مايو 1998)
- غالي مختار فال البصادي

## وصلات خارجية
- موسوعة السلطان قابوس لأسماء العرب نسخة محفوظة 5 أبريل 2019 على موقع واي باك مشين.